# Municipio de South Creek (Pensilvania)
El municipio de South Creek (en inglés: South Creek Township) es un municipio ubicado en el condado de Bradford en el estado estadounidense de Pensilvania. En el año 2000 tenía una población de 1.261 habitantes y una densidad poblacional de 17.4 personas por km².

## Geografía
El municipio de South Creek se encuentra ubicado en las coordenadas 41°57′21″N 76°47′16″O / 41.95583, -76.78778.

## Demografía
Según la Oficina del Censo en 2000 los ingresos medios por hogar en la localidad eran de $31,793 y los ingresos medios por familia eran $36,071. Los hombres tenían unos ingresos medios de $30,952 frente a los $18,750 para las mujeres. La renta per cápita para la localidad era de $15,015. Alrededor del 12% de la población estaban por debajo del umbral de pobreza.